# Julien Bernard
Julien Bernard (Nevers, 17 marzo 1992) è un ciclista su strada francese che corre per il team Lidl-Trek. Professionista dal 2016, ha caratteristiche di scalatore.

## Biografia
È figlio dell'ex ciclista Jean-François Bernard.

## Palmarès
- 2014 (S.C.O. Dijon)

3ª tappa Tour Nivernais Morvan (Saint-Aubin-les-Forges > Château-Chinon)
3ª tappa, 2ª semitappa Tour d'Auvergne (Issoire > Châtel-Guyon)
Grand Prix de Chardonnay
Grand Prix de Villapourçon
Classifica generale Quatre Jours des As-en-Provence
- 2015 (S.C.O. Dijon)

Châtillon-Dijon
Classifica generale Tour Nivernais Morvan
4ª tappa Tour du Pays Roannais (Mably > Nandax)
- 2020 (Trek-Segafredo, una vittoria)

3ª tappa Tour du Haut-Var (La Londe > Mont Faron)

### Altri successi
- 2016 (Trek-Segafredo)

Classifica giovani Abu Dhabi Tour
- 2020 (Trek-Segafredo)

Classifica scalatori Tour du Haut-Var
Classifica scalatori Tour de l'Ain
- 2023 (Trek-Segafredo)

Classifica scalatori Giro di Romandia

## Piazzamenti

### Grandi Giri
- Giro d'Italia

2017: 42º
2020: 49º
- Tour de France

2018: 35º
2019: 30º
2021: 37º
2024: 22º
- Vuelta a España

2016: 57º
2017: 85º
2022: 87º
2023: 68º

### Classiche monumento
- Liegi-Bastogne-Liegi

2018: 113º
2019: ritirato
2021: 87º
2022: 50º
2023: ritirato
2024: 68º
2025: 108º
- Giro di Lombardia

2016: ritirato
2017: ritirato
2022: 100º
2023: 74º

### Competizioni mondiali
- Campionati del mondo

Innsbruck 2018 - Cronosquadre: 7º
Yorkshire 2019 - In linea Elite: ritirato
Imola 2020 - In linea Elite: ritirato